# Cal (Unix)
cal é um comando dos sistemas operacionais unix-like que imprime um calendário ASCII do mês ou do ano dado. Se o usuário não especificar as opções de linha de comando, cal vai imprimir um calendário do mês atual.